# Hassan Dabbagh
Hassan Dabbagh (* 1972 in Syrien auch Abu al-Husain genannt) ist ein deutsch-syrischer salafistischer Imam. Er amtiert in der Al-Rahman-Moschee in Leipzig.

## Leben
Dabbagh stammt aus Syrien und ist deutscher Staatsangehöriger. Er begann in den 1990er Jahren ein Medizinstudium in Leipzig, brach dieses jedoch ab.
Dabbaghs Ansprachen werden vor allem über das Internet verbreitet und sollen nichtpraktizierende Muslime zurück zum Islam im Sinne des Salafismus führen. Er sowie sein Verein „Islamische Gemeinde in Sachsen – Al-Rahman-Moschee e. V.“ werden vom Verfassungsschutz Sachsen beobachtet.

## Positionen
Dabbagh sagte in der Sendung Menschen bei Maischberger zu dem Thema Salafismus: „Salafismus ist eine Sache, die rein religiös ist, aber leider wird es von Geheimdiensten oder von Staatsschützern oder sogenannten Medienvertretern missbraucht, damit man ein Feindbild Islam in diesem Land schafft. Damit man die Muslime über einen Kamm schert.“ So erklärt Dabbagh in einer Stellungnahme, wie man dem „Salaf-Weg“ folgt: „[Der] Salaf-Weg bedeutet, dass man den Islam mit Belegen aus Koran und authentischer Sunna versteht und so praktiziert, wie die ersten 3 Generationen im Islam.“
Dabbagh äußerte sich 2012 zur Arbeitslosigkeit unter Muslimen: „Eigentlich sollte der Muslim sich Arbeiten suchen. Dass er auf den Staat angewiesen ist, ist erlaubt, aber er darf nicht betrügen und nicht lügen. Man darf Hartz IV nur beziehen, wenn es eine Notwendigkeit gibt.“
Dabbagh äußerte sich auch zu den gewalttätigen Ausschreitungen am Rande einer Pro-NRW-Demonstration in Bonn im Jahre 2012: „Gewalt ist nicht zu rechtfertigen und wir sind gegen jede Art von Gewalt. Gewalt gegen Polizisten ist etwas, was falsch ist.“ In der österreichischen TV-Sendung Pro und Contra sagte Dabbagh im selben Jahr zum Thema Meinungsfreiheit und „Mohammed-Film“: „Wir müssen unterscheiden zwischen Meinungsfreiheit, Beleidigung und Volksverhetzung. Ich als Muslim vertrage Kritik, wenn sie logisch, sachlich und objektiv ist. Die beste Reaktion auf das Video ist, dass Muslime dieses ignorieren.“

## Juristische Auseinandersetzungen
Dabbagh wurde 2009 von der Staatsanwaltschaft München wegen Bildung einer kriminellen Vereinigung und Volksverhetzung angeklagt, zusammen mit einem salafistischen Prediger aus Bonn, Reda Seyam aus Berlin und fünf weiteren Personen. Die Staatsschutzkammer des Landgerichts München I hielt im Oktober 2010 die Bildung einer kriminellen Vereinigung für nicht erwiesen und erklärte sich hinsichtlich der sonstigen Straftatbestände für örtlich nicht zuständig.